# Праздник осла

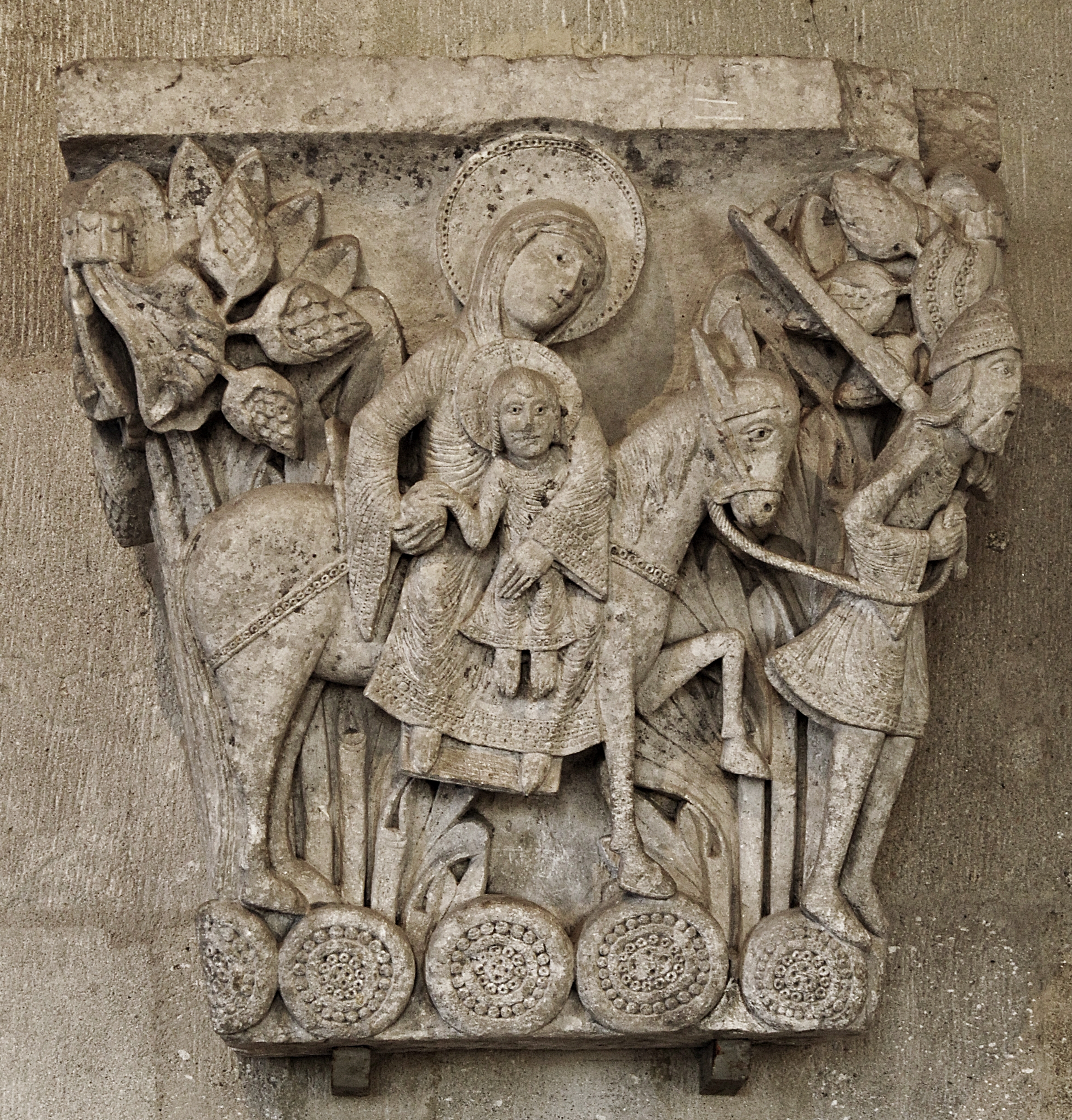
Бегство в Египет. Капитель кафедрального собора в Отёне (Франция), XII в.

Праздник осла (лат. festum asinorum, asinarium festum etc.), в средневековом европейском городе — инсценировка (с процессией) евангельской истории, связанной с Рождеством Христовым, обязательным участником которой был ослик.

## Краткая характеристика
Праздник осла трактовался как воспоминание о бегстве Священного семейства в Египет (Мф 2:13-15) и отмечался обычно 14 января. Девушку, изображавшую Богородицу с Младенцем, водружали на городской площади на ослика, после чего процессия с пением двигалась к приходской церкви, где служили приуроченную к этому дню мессу. Активное участие в Празднике осла принимали отроки-хористы местного храма и служившие в нём младшие церковные чины.
В музыке, сопровождавшей процессию, использовались латинские паралитургические песни — кондукты. К наиболее известным относится кондукт «Orientis partibus» (XII века):
1. Из восточных земель прибыл к нам осёл, красивый и очень сильный, навьюченный добром. R. Ну, пошёл же, сеньор Осёл!

2. Откормленный Рувимом на холмах Сихема, осёл перешёл Иордан и доскакал до Вифлеема. (R.)

3. Он прыгает выше молодого оленя, серны и косули, и он быстрее мидийского верблюда. (R.)

6. Поедая [всё подряд] — от колосков ячменя до колючки, он, однако, на току отделяет зёрна от плевел. (R.)

7. О, осёл! Насытившись травой, скажи «Аминь». Повторяй «аминь, аминь» и отринь Закон ветхий. (R.)
Праздник осла обычно включается историками в контекст более обширного Праздника дураков (лат. festum stultorum, festum fatuorum), первое упоминание о котором находится в труде «Summa de ecclesiasticis officiis» (ок. 1162) французского богослова Иоанна Белета, а отголоски слышны на всём протяжении европейской культурной истории, вплоть до романа В. Гюго «Собор Парижской Богоматери» и философского трактата Ф. Ницше «По ту сторону добра и зла».